# La Marseillaise anticléricale
La Marseillaise anticléricale este un cântec anticlerical scris de Léo Taxil în 1881. Refolosește melodia și stilul imnului La Marseillaise.

## Contextul istoric

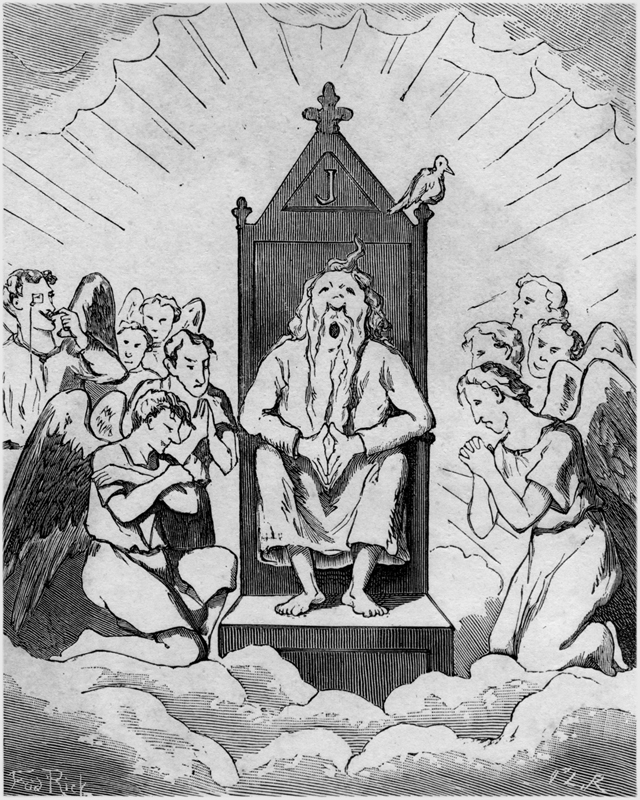
Caricatură anticlericală de Léo Taxil

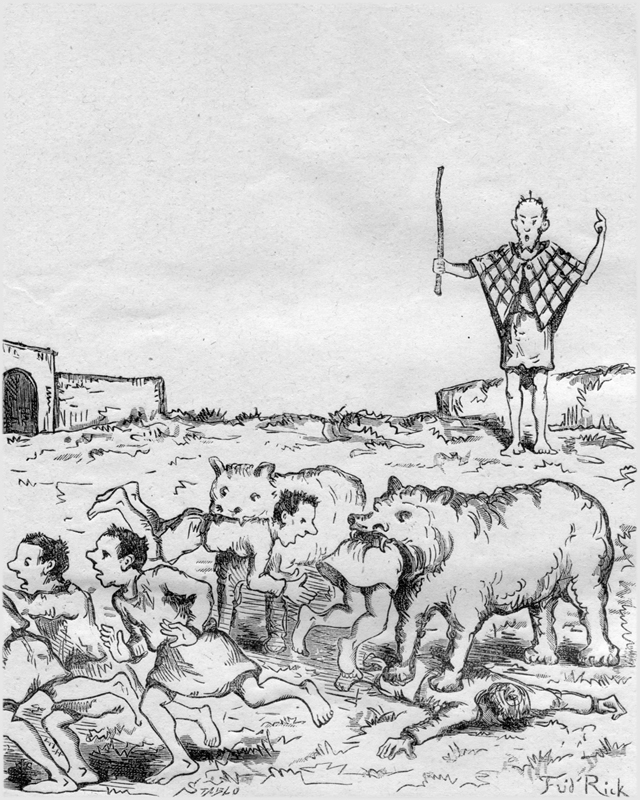
Caricatură anticlericală de Léo Taxil

Nașterea anticlericalismul francez este asociată revoluției de la 1789, dar acesta are rădăcini mult mai vechi - opoziția față de cler se exprima deja mult înainte prin fabule, cantece și povestioare populare. Pe de altă parte, epitetul „anticlerical” nu apare în vocabularul politic francez decât în jurul anului 1852.
La sfârșitul secolului al XIX-lea confruntarea politică între clericali și anticlericali a fost dublată de apariția unui discurs popular, virulent, care dincolo de separarea statului republican de Biserică căuta să exprime resentimentele și dezgustul față de preoțime. În acest context de confruntări politice și sociale, cântecele militante jucau un rol important. Cum parlamentul tocmai oficializase statutul de imn național pentru La Marseillaise, Léo Taxil a profitat pentru a reutiliza melodia și a transpune cântecul revoluționar în contextul luptei pentru laicitate. Monthéus a avut o inițiativă similară, reutilizând melodia Internaționalei.
Strofa a șasea precizează in mod clar scopul politic al autorului: „Formons l'union radicale” („Să formăm uniunea radicală”) este o referință la Partidul Radical, condus de Léon Gambetta și Georges Clemenceau, angajați contra Bisericii. Douăzeci și patru de ani mai târziu (1904-1905), un membru al acestui partid, Emile Combes, va pune în aplicare inventarierea bunurilor bisericești și va exclude ordinele monastice din învățământ.

## Versuri
| - 1 - Allons ! Fils de la République, Le jour du vote est arrivé ! Contre nous de la noire clique L'oriflamme ignoble est levé. (bis) Entendez-vous tous ces infâmes Croasser leurs stupides chants ? Ils voudraient encore, les brigands, Salir nos enfants et nos femmes ! Refren Aux urnes, citoyens, contre les cléricaux ! Votons, votons et que nos voix Dispersent les corbeaux ! - 2 - Que veut cette maudite engeance, Cette canaille à jupon noir ? Elle veut étouffer la France Sous la calotte et l'éteignoir ! (bis) Mais de nos bulletins de vote Nous accablerons ces gredins, Et les voix de tous les scrutins Leur crieront : A bas la calotte ! - 3 - Quoi ! Ces curés et leurs vicaires Feraient la loi dans nos foyers ! Quoi ! Ces assassins de nos pères Seraient un jour nos meurtriers ! (bis) Car ces cafards, de vile race, Sont nés pour être inquisiteurs... À la porte, les imposteurs ! Place à la République ! Place ! - 4 - Tremblez, coquins ! Cachez-vous, traîtres ! Disparaissez loin de nos yeux ! Le Peuple ne veut plus des prêtres, Patrie et Loi, voilà ses dieux (bis) Assez de vos pratiques niaises ! Les vices sont vos qualités. Vous réclamez des libertés ? Il n'en est pas pour les punaises ! - 5 - Citoyens, punissons les crimes De ces immondes calotins, N'ayons pitié que des victimes Que la foi transforme en crétins (bis) Mais les voleurs, les hypocrites, Mais les gros moines fainéants, Mais les escrocs, les charlatans... Pas de pitié pour les jésuites ! - 6 - Que la haine de l'imposture Inspire nos votes vengeurs ! Expulsons l'horrible tonsure, Hors de France, les malfaiteurs ! (bis) Formons l'union radicale, Allons au scrutin le front haut : Pour sauver le pays il faut Une chambre anticléricale. |  | - 1 - Haideți! Fii ai Republicii, A sosit ziua votului! Împotriva noastră, al camarilei negre Stindard josnic e ridicat. (bis) Ați auzit toți acești infami Croncănind cântecele lor stupide? Le-ar plăcea în continuare tâlharilor, Să ne pângărească copiii și femeile! Refren La urne, cetățeni, împotriva clericilor! Să votăm, să votăm și să ne lăsăm voturile Să împrăștie corbii! - 2 - Ce vrea această stirpe blestemată? Acești ticăloși cu fuste neagre? Vor să se sufoce Franța Sub calotă și mucarniță! (bis) Dar cu buletinele noastre de vot Îi vom copleși pe acești ticăloși, Și vocile tuturor scrutinelor Vor striga la ei: Jos calota! - 3 - Ce? Acești preoți și vicarii lor Ar face legea în casele noastre! Ce? Acești ucigași ai părinților noștri Vor fi într-o zi ucigașii noștri! (bis) Pentru că acești gândaci, de rasă josnică, Sunt născuți pentru a fi inchizitori... Afară cu impostorii! Faceți loc pentru Republică! Faceți loc! - 4 - Tremurați, ticăloșilor! Ascundeți-vă, trădătorilor! Dispăreți din ochii noștri! Poporul nu mai vrea preoți, Patria și legea sunt zeii săi (bis) Ajunge cu practicile voastre prostești! Viciile sunt calitățile voastre. Revendicați libertăți? Nu există nici una pentru ploșnițe! - 5 - Cetățeni, haideți să pedepsim crimele Mizerabililor partizani ai calotei, Să ne fie milă doar de victime Pe care credința îi transformă în dobitoci (bis) Dar hoții, ipocriții, Dar călugării grași și leneși, Dar escrocii, șarlatanii... Nici o milă pentru iezuiți! - 6 - Să lăsăm ura față de impostură Să ne inspire voturile răzbunătoare! Haideți să alungăm oribila tonsură, Afară din Franța, răufăcătorilor! (bis) Să formăm uniunea radicală, Să mergem la urne cu fruntea sus: Pentru a salva țara avem nevoie de O cameră anticlericală. |  |